# 동삼중학교
동삼중학교(東三中學校)는 부산광역시 영도구 동삼동에 있었던 공립 중학교이다.

## 학교 연혁
- 1982년 12월 27일: 동삼여자중학교 각 학년 9학급 설립인가
- 1983년 3월 1일: 초대 조용석 교장 취임
- 1983년 3월 5일: 신입생 566명 입학(남고 임시교사에서 개교)
- 1984년 2월 22일: 신축교사로 이전(현교사)
- 1984년 10월 2일: 제1회 개교기념행사 거행
- 1986년 2월 14일: 제1회 졸업식 거행(530명)
- 1998년 12월 1일: 다목적실 준공
- 2002년 3월 1일: 동삼여자중학교에서 남녀공학인 동삼중학교로 개명
- 2013년 9월 1일: 제 14대 김수자 교장 취임
- 2015년 2월 12일: 제30회 졸업식 129명 졸업생 총수 9,708명
- 2015년 3월 2일: 제33회 입학식 남 51명 여 51명 계 102명
- 2019년 3월 1일: 영도중학교와 함께 영도제일중학교로 통합 출범, 36년만에 폐교

## 참고 자료
- 동삼중학교 - 한국교육학술정보원 학교알리미